# È la musica
È la musica è un album di Andrea Mingardi, pubblicato nel 2004.

## Tracce
1. È la musica
2. Si può far gol
3. The way you make me feel
4. A whiter shade of pale
5. Bella ciao & (Ghost) Riders in the sky
6. E ti parlo di domani
7. Testimone
8. Have you ever seen the rain
9. Io amo James Brown
10. Everybody's talking
11. Smoke on the water
12. Guai
13. I'm easy
14. Contro